# The Encyclopedia of Science Fiction
The Encyclopedia of Science Fiction är ett referensverk för science fiction-litteratur. Den första utgåvan kom 1979 och hade John Clute, Peter Nicholls och Brian Stableford som redaktörer. 1993 kom Clutes och Nicholls andra utgåva, och de arbetade tillsammans med David Langford på en version som släpptes online 2011.